# Elvira Bonecchi
Elvira Bonecchi, nata Elvira Righettini (Milano, 22 febbraio 1880 – Milano, ...), è stata un'attrice italiana.

## Biografia
Nata a Milano nel 1880, ha svolto una intensa attività artistica, soprattutto teatrale, a fianco del marito Paolo Bonecchi, di cui ha assunto il cognome col matrimonio. La coppia si è dedicata in particolare a portare sulle scene un teatro dialettale "meneghino".
Per questa sua specializzazione venne chiamata negli anni Quaranta, assieme al marito, a far parte del "cast" di alcuni film, in un momento in cui veniva maturando da parte di diversi registi il desiderio di una caratterizzazione, per l'appunto, dialettale di qualche personaggio, identificata come uno dei fattori di contestazione rispetto ai condizionamenti del cinema di regime. Tra questi, in particolare due film di Soldati, come Piccolo mondo antico nel 1941, nel quale interpretò il personaggio della "Barborin", e Malombra, nel 1942.
Altro ruolo breve, ma intenso, fu quello che sostenne nei Promessi sposi, film di Camerini del 1941, in cui interpretò l'anziana donna che su incarico dell'Innominato assiste Lucia nella notte al maniero dopo il rapimento ad opera dei bravi. All'inizio degli anni Cinquanta, dopo la scomparsa del marito avvenuta nel 1949, si è ritirata dalle scene.

## Filmografia
- Piccolo mondo antico, regia di Mario Soldati, (1941)
- I promessi sposi, regia di Camerini, 1941
- Giacomo l'idealista, regia di Alberto Lattuada (1942)
- Malombra, regia di Mario Soldati (1942)
- Vanità, regia di Giorgio Pàstina (1946)
- Ho sognato il paradiso, regia di Giorgio Pastina (1950)